# 페름 나이트클럽 화재
2009년 12월 5일 러시아 페름에 있는 나이트클럽 크로마야 로샤드(러시아어: Хромая лошадь)에서 화재가 발생하였다. 이 화재로 156명이 사망하고 78명이 부상당했다. 이 파티에는 총 282명이 참석하고 있었다.